# Masttransformator

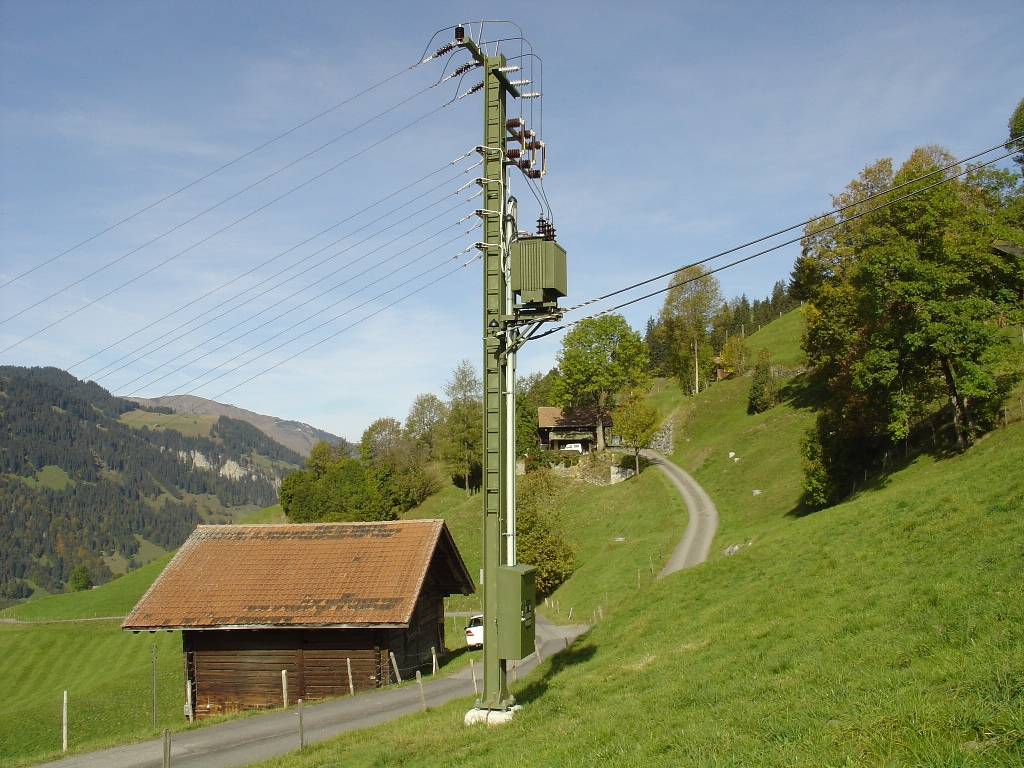
Ein Hochspannungsmast mit Transformator und Niederspannungsabgängen

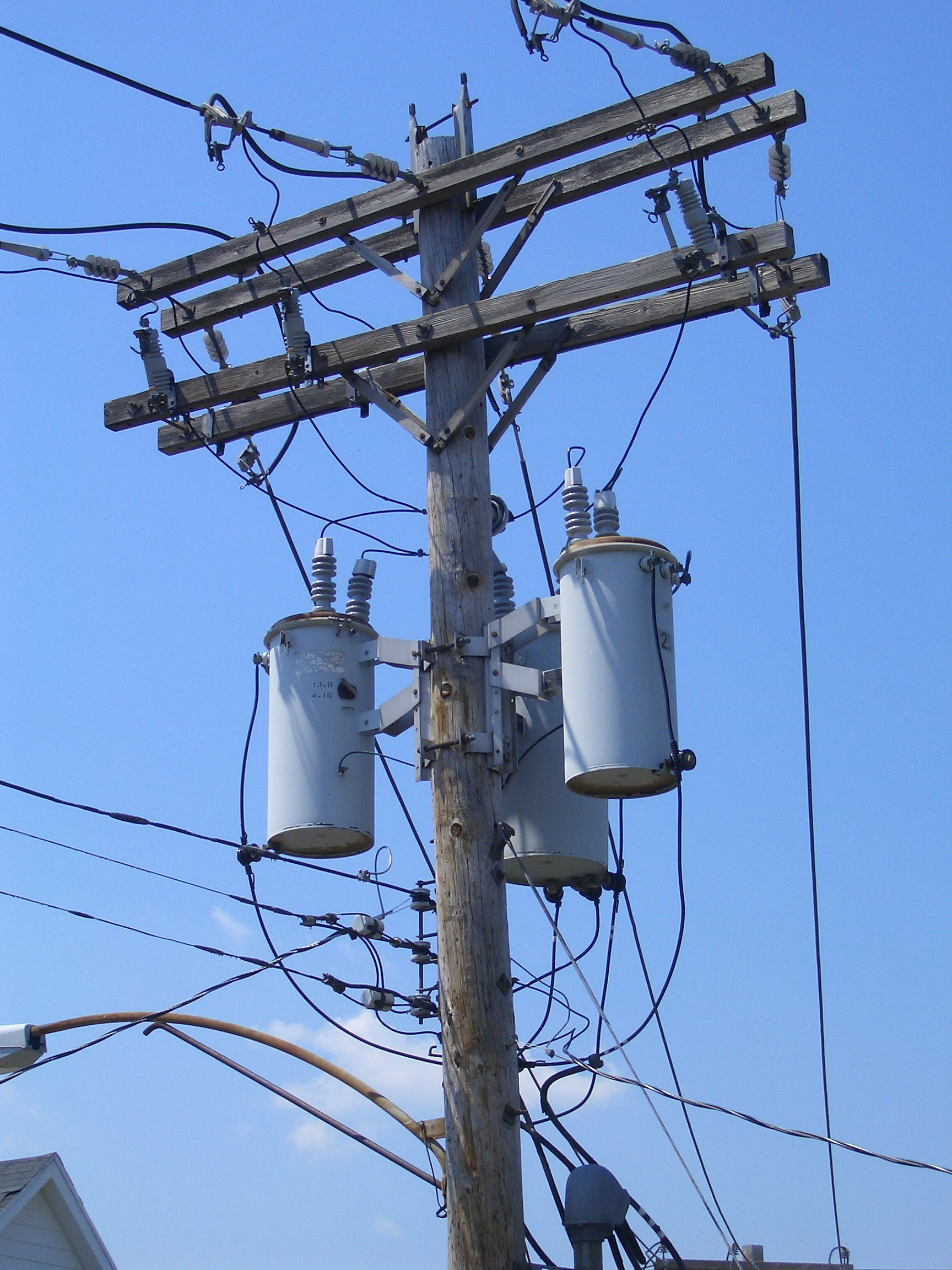
Transformatormast in Nordamerika mit drei einphasigen Transformatoren

Ein Masttransformator ist ein auf einem Freileitungsmast montierter Transformator. Wegen des hohen Gewichts von Transformatoren werden Masttransformatoren in Deutschland nur im Bereich der Mittelspannungsnetze bei elektrischen Spannungen bis etwa 30 kV eingesetzt. Sie dienen meistens der Versorgung eines regionalen, kleinräumigen Niederspannungsnetzes aus dem Mittelspannungsnetz.
Als Masttransformatoren können gewöhnliche ölisolierte Transformatoren bis zu einer Nennleistung von 160 kVA eingesetzt werden. Bei entsprechender Masttragfähigkeit sind auch Transformatoren mit einer Nennleistung von 250 und – in Deutschland allerdings nicht üblich – 400 kVA möglich.
In Italien werden Masttransformatoren auch bei Hochspannung bis 60 kV eingesetzt. Dabei ist auf dem Hochspannungsmast ein Masttrafo montiert. Vom Hochspannungsmast verläuft ein Feld einer Mittelspannungsfreileitung zu einer Mittelspannungsmaststation. Dort ist ein weiterer Masttransformator montiert, der in das Niederspannungsnetz einspeist.
Sofern der Trafo in einer wetterfesten Umhüllung montiert ist, kann auch ein Gießharztransformator verwendet werden. In Wasserschutzgebieten muss ein Gießharztransformator verwendet werden oder ein Transformator, der mit einer nicht wassergefährdenden Flüssigkeit wie synthetischem Ester befüllt ist.
Im Regelfall werden Maststationen zur Versorgung von Abnehmern eingesetzt, die außerhalb von Ortschaften oder abgelegen liegen, etwa Bauernhöfen. Vielfach werden aber auch Wohnplätze mit z. B. 50 Häusern, also größere Weiler, über Maststationen mit elektrischer Energie aus dem Mittelspannungsnetz versorgt. Bei Masttrafos von Aussiedlerhöfen kann auf der Niederspannungsseite die Zickzackschaltung verwendet werden, was bei unsymmetrischen Belastungen eine geringere Schieflast bedeutet.
Eine andere Anwendung ist die Speisung elektrischer Einrichtungen aus der Oberleitung wechselstrombetriebener Eisenbahnen. Dazu gehören u. a. Eisenbahnsignale, Weichenheizungen, Zugvorheizanlagen sowie bei kleineren oder abgelegenen Bahnhöfen auch deren Ausstattung, wie z. B. die Beleuchtung oder Fahrkartenautomaten. In diesem Fall werden einphasige Masttransformatoren verwendet.
Es gibt auch Masttransformatoren ohne Freileitungsabgänge.